# Johann Friedemann Greiner
Johann Friedemann Greiner (* 3. März 1761 in Limbach im ehemaligen Herzogtum Sachsen-Meiningen; † 1. Februar 1841) war ein deutscher Glashüttenbesitzer, Porzellanfabrikant und Landtagsabgeordneter.

## Leben
Johann Friedemann Greiner war der zweite Sohn Gotthelf Greiners (1731–1797), Besitzers der Glashütte und Gründers der Porzellanfabrik in Limbach, und der Johanna Sophie Dorothea, geb. Fröbel (1736–1792). Er versuchte zuerst, eine gelehrte Ausbildung zu durchlaufen. Da ihm aber durch die übertriebene Strenge seines Lehrers die Lust zum Studium verleidet wurde und auch die Geldmittel seines Vaters, die durch die kostspieligen Versuche, welche die im Entstehen begriffene Porzellanfabrik nötig machte, nicht mehr so reichlich flossen, um die zu einem höheren Amt erforderliche Ausbildung zu ermöglichen, so beschloss Greiner, sich dem Fabrikwesen zu widmen und seinen Vater zu unterstützen. Er erhielt nun Unterricht im Zeichnen und Malen und in der Chemie, um das Färben der Porzellanmasse und die Glasurbereitung gründlich kennenzulernen.
Nachdem Greiner sich die zur selbstständigen Führung eines Geschäfts nötigen Kenntnisse erworben hatte, übernahm er die Leitung der von ihrem bisherigen Besitzer, dem Major von Hopfgarten, aus Mangel an den erforderlichen Kenntnissen und Geldmitteln aufgegebene Porzellanfabrik in Großbreitenbach im Thüringer Wald. Dieses Unternehmen hatte Greiners Vater 1782 dem Major abgekauft. Obgleich sich das hier übliche technische Verfahren stark von demjenigen in Limbach unterschied, gelang es Greiner durch Tätigkeit und Umsicht den Umfang des Geschäfts zu erweitern und ein Fabrikat herzustellen, das in Holland, insbesondere aber in der Türkei einen lohnenden Absatz fand. Es glückte ihm auch, die englische Wedgwoodware in schöner Nachahmung zu fertigen und damit gute Geschäfte zu machen. 1802 erfand er die schwarze Farbe, die dem Porzellan, das unter der Glasur damit getränkt wird, ein herrliches Aussehen verleiht. Das Geschäft blühte hauptsächlich zur Zeit der Kontinentalsperre, als ein Importverbot für englische Waren auf das europäische Festland bestand. Später, als wieder viele ausländische Waren nach Deutschland gelangten und der Handel allseits erschwert wurde, trat der umgekehrte Fall ein und eine von den Brüdern Greiner in Glücksthal gegründete Steingutfabrik ging ein.
Ende 1784 heiratete Greiner die älteste Tochter des Justizrats und Amtsmanns Kämpf in Gehren, aus welcher ihn zwei Söhne und zwei Töchter überlebten. Seine Gattin stand ihm stets helfend und ermutigend zur Seite und trug wesentlich zur Begründung seines Wohlstands bei.
Greiner war ständig bemüht, seine Kenntnisse zu vermehren und zu berichtigen. Er kaufte viele in öffentlichen Blättern angekündigte neue Bücher, deren Lektüre ihm – etwa in Bezug auf Belehrung – lohnenswert schien. Er studierte die erworbenen Schriften und zog das für ihn Nützliche aus, wobei er nie versäumte, die ihm während des Lesens gekommenen Zweifel über verschiedene Punkte und seine auf eigene Erfahrung gegründeten Berichtigungen in das Buch einzufügen. Seine Bibliothek zählte über 2100 Bände, darunter seltene und teure Werke, z. B. die Enzyklopädie von Ersch und Gruber. Er hielt sich auch am liebsten in seiner Bibliothek und bei seiner Familie auf. Darum sah man ihn nur dann in der Öffentlichkeit, wenn besondere Veranlassungen oder Feierlichkeiten ihn dahin führten.
1797 erhielt Greiner als Erkennung seiner Leistungen vom Fürsten von Schwarzburg-Sondershausen den Titel eines Kommerzienrats verliehen. Auch wurde er später von seinen Mitbürgern zum Mitglied mehrerer Vereine ernannt, so des landwirtschaftlichen Vereins zu Langensalza und des Gewerbevereins zu Saalfeld. In Zeitschriften ließ er gemeinnützige Nachrichten und Aufsätze über sein Geschäft und mehrere dieses betreffende Zweige einrücken. Er stand u. a. mit seinem Jugendfreund, dem Oberfinanzrat Emmerling zu Darmstadt, bis an sein Lebensende in regem Briefwechsel. Früher schon war er dem Freimaurerbund beigetreten.
Nach dem Tod seines Vaters 1797 übernahm Greiner gemeinsam mit seinen Brüdern Daniel (1758–1827), Florentin (1764–1844), Ferdinand (1768–1821) und Michael Gotthelf (1780–1844) die Porzellanfabriken in Limbach, Großbreitenbach und Kloster Veilsdorf. Zu Ende der 1790er Jahre kauften die Brüder die in Sachsen-Hildburghausen gelegenen Rittergüter Weitersrode, Schwarzbach, Brattendorf und Großmannsrode, die sie viele Jahre lang gemeinschaftlich besaßen und verwalteten. Diese Besitzungen veranlassten 1817 nach der Einführung der landständischen Verfassung die Wahl Johann Friedemann Greiners zum Abgeordneten der Ritterschaft, welches Mandat er bis 1832 behielt. Er bewies dabei nicht minder wie in seinem Geschäft regen Eifer und eine redliche Fürsorge für das Wohl seiner Mitbürger. Den landständischen Versammlungen, die zuerst in Hildburghausen und später in Meiningen abgehalten wurden, wohnte er regelmäßig bei und führte zuweilen sogar das Präsidium. Von der Schützengesellschaft zu Breitenbach wurde er 1816 zum immerwährenden Direktor gewählt und sein 50-jähriges Schützenjubiläum 1833 feierlich begangen.
Greiners Wirken fand jedoch nicht die gebührende Anerkennung, da er nie den Ansichten einer Partei bedingungslos anhing und an seinem einsamen Wohnort auf der Höhe des Thüringer Walds keine Gelegenheit hatte, eine Schar gleichgesinnter Freunde um sich zu sammeln. Er war zwar ein treuer Parteigänger des Fürstenhauses, verteidigte aber auch eifrig die Rechte freisinniger Menschen, weshalb er oft verkannt und zu verdächtigen versucht wurde. Einen Beweis, welchen warmen Anteil er am späteren Verfassungswesen in Deutschland nahm, liefert seine Belehrung für die Bürger und Landleute über die landständige Verfassung (Ilmenau bei B. F. Voigt, 1831). In seiner engeren Umgebung war sein Bestreben bekannt, den Armen Beschäftigung und Nahrung zu geben. Auch suchte er seine Angestellte neben ihrer gewöhnlichen Arbeit für die Musik zu begeistern. Er bildete aus ihnen sogar einen Musikverein, der imstande war, Symphonien von Beethoven aufzuführen, wozu er freigebig die nötigen Instrumente und Musikalien anschaffte. Mit dieser Neigung zur Musik verband Greiner ein Interesse für Naturwissenschaften, und seine Kenntnisse in der Physik, Chemie, Mineralogie und Botanik erregten oft das Erstaunen der Fachleute, die mit ihm in Kontakt kamen. Mit mehreren deutschen Gelehrten unterhielt er eine Korrespondenz.
Greiner erfreute sich bis in sein hohes Alter guter Gesundheit. Noch in seiner letzten Lebenszeit las er die Geschichte des Ilmenauer Bergbaus, die vom Bergrat Voigt herausgegeben und ihm von dessen Sohn, dem Hofbuchhändler Voigt zu Weimar, geschenkt wurde.  Kurz vor seinem Tod formte er auch noch ein kleines Porzellangefäß zur Aufbewahrung von Farben für seine Enkel. Er starb in seinem 80. Lebensjahr am 1. Februar 1841 an den Folgen einer Lungenentzündung. 